# Jeffrey Dudgeon
Jeffrey Edward Anthony Dudgeon (Belfast, 1946) is een homorechtenactivist, politicus en historicus. Sinds 22 mei 2014 werkt hij als raadsheer voor een van de kiesdistricten van de Stadsraad van Belfast en vertegenwoordigt de Ulster Unionist Party.

## Activisme
In de jaren 70 en 80 leidde Dudgeon het gevecht om homoseksualiteit te decriminaliseren in Noord-Ierland. In deze periode (1976) werd Dudgeon samen met 24 andere mannen gearresteerd. Sommigen daarvan stonden op het punt om veroordeeld te worden totdat de procureur-generaal van Londen dit verhinderde.
Destijds bestond in Noord-Ierland niet het recht om een zaak tegen de regering voor het gerechtshof te brengen. Vanuit de politiek in Noord-Ierland kreeg Dudgeon ook geen steun om homoseksualiteit te decriminaliseren. Hij en andere homoseksuele mannen uit Noord-Ierland waren daarom aangewezen op enkele advocaten, journalisten en de Europese Commissie voor de Rechten van de Mens (ECRM) in Straatsburg.
In de zaak Dudgeon v. Verenigd Koninkrijk, aangespannen door Jeffrey Dudgeon tegen het Verenigd Koninkrijk, oordeelde het ECRM op 22 oktober 1981 dat de criminalisering van homoseksualiteit tussen instemmende mannen een schending van de rechten van de mens is onder Artikel 8 van het Europees Verdrag voor de Rechten van de Mens (Recht op eerbiediging van privé, familie- en gezinsleven).
Als gevolg van de uitspraak werd homoseksualiteit in 1982 uit het wetboek van strafrecht van Noord-Ierland gehaald. De zaak schiep ook een belangrijk juridisch precedent dat vaak opnieuw is gebruikt in rechtszaken voor homorechten in andere delen van Europa.

## Ridderorde
Jeffrey Dudgeon kreeg op 1 januari 2012 de Orde van het Britse Rijk uitgereikt vanwege zijn inzet voor de homogemeenschap van Noord-Ierland.